# Vatersay

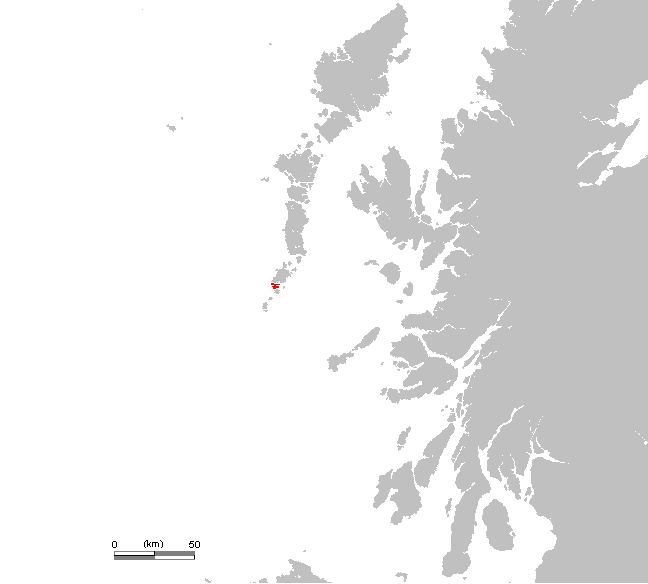
Localització de Vatersay.

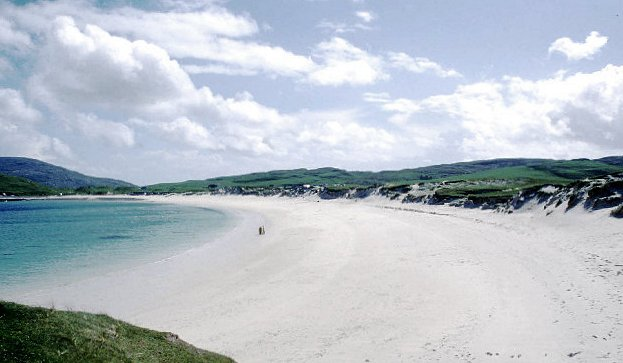
Badia de Vatersay.

Vatersay (en gaèlic escocès: Bhatarsaigh) és l'illa habitada més meridional del grup de les Barra Isles, a les Hèbrides Exteriors, Escòcia, amb una població de 94 habitants (2001). Vatersay constitueix així mateix el territori habitat més occidental de Gran Bretanya.
Vatersay es troba connectada amb Barra mitjançant un pont completat l'any 1991. En marea baixa, l'illa està també connectada amb l'illot d'Uinessan. Vatersay és també el nom de l'únic poble de l'illa.